# Со Хви Мин
Со Хви Мин (кор. 서휘민; род. 13 марта 2002, Сеул) — южнокорейская шорт-трекистка, серебряная призёрка Олимпийских игр 2022 года.

## Биография
Со Хви Мин сначала занималась катанием на роликовых коньках, а позже принимала участие в занятиях по конькобежному спорту во время летних каникул в начальной школе Беолмал. В возрасте 8-ми лет занялась шорт-треком в Аньяне. Также она участвовала в соревнованиях по лёгкой атлетике на Национальном фестивале юниорских видов спорта в Республике Корея в 2013 и 2014 годах.
В январе 2017 года она приняла участие на чемпионате мира среди юниоров в Инсбруке, где стала второй в беге на 1000 м, выиграла золото на дистанции 1500 м и в общем зачёте многоборья заняла 2-е место, уступив только Ли Ю Бин. Через 2 года на юниорском чемпионате мира в Монреале выиграла две золотые медали в беге на 1500 м и в эстафете. На 500 м она упала и выбыл в предварительном раунде.
В сезоне 2019/20 участвовала на Кубке мира и выиграла девять подиумов, в том числе выиграла два серебра в беге на 1000 м в Монреале и Шанхае, тем самым по итогам сезона заняла 3-е место в общем зачёте в беге на 1000 м. В январе 2020 года на Чемпионате четырёх континентов заняла 2-е место в беге на 1500 м, 3-е в суперфинале на 3000 м и стала 2-й в личном зачёте многоборья. В том же месяце на зимних юношеских Олимпийских играх в Лозанне завоевала две золотые медали на дистанциях 500 и 1000 метров.
В сезоне 2021/22 годов на отборочных соревнованиях в сборную на пером этапе она выиграла Финал B во всех видах и заняла 7-е место с 9 очками. Во втором туре отбора заняла 4-е место в беге на 1500 м, 2-е в финале В в забеге на 500 м и в беге на 1000 м также стала 4-й. По итогам двух стартов она финишировала 6-й и была выбрана участником Кубка мира. Из-за травмы Чхве Мин Джон и разногласии с федерацией Сим Сок Хи она участвовала не только в эстафете, но и в индивидуальных дистанциях.
Со Хви Мин изначально не прошла квалификацию на Олимпиаду в Пекине, но из-за дисквалификации Сим Сок Хи она вошла в сборную.
13 февраля 2022 года на зимних Олимпийских играх в Пекине в полуфинале женской эстафеты корейская команда заняла 2-е место после Канады и вышла в финал А, где уступила только сборной Нидерландов, завоевав серебряную медаль.